# جيمس نيومان (مغني)
جيمس ريتشارد نيومان (بالإنجليزية: James Newman)‏ هو مغني وكاتب أغاني إنجليزي ولد في 19 أكتوبر 1985.

## وصلات خارجية
- جيمس نيومان (مغني) على موقع IMDb (الإنجليزية)
- جيمس نيومان (مغني) على موقع ميوزك برينز (الإنجليزية)
- جيمس نيومان (مغني) على موقع أول ميوزيك (الإنجليزية)
- جيمس نيومان (مغني) على موقع ديسكوغز (الإنجليزية)